# Trần Đình Nhã
Trần Đình Nhã (sinh ngày: 18/01/1955) là Trung tướng Công an nhân dân Việt Nam, Phó Chủ nhiệm Ủy ban Quốc phòng và An ninh của Quốc hội khóa XIII.

## Tiểu sử
Năm sinh: 18/01/1955
Quê quán: xã Thạch Hải, huyện Thạch Hà, tỉnh Hà Tĩnh.
Năm 1972-1978, Ông học tiếng Nga tại Trường Đại học Tổng hợp Kiep, Ucơraina, thuộc Liên Xô (cũ).
Sau đó học Đại học luật tại Trường Đại học Tổng hợp Bacu, Adecbaizan, Liên Xô (cũ).
Về nước, Ông công tác tại Vụ Pháp chế, Bộ Nội vụ (nay là Bộ Công an) - chuyên viên nghiên cứu pháp luật.
Năm 1983 – 1987,Ông là nghiên cứu sinh tại Khoa Tội phạm học, Học viện Bộ Nội vụ, Liên Xô (cũ).
Năm 1987 ông công tác tại Vụ Pháp chế, Bộ Công an.
Năm 1991, Ông được bổ nhiệm Trưởng phòng,Vụ Pháp chế, Bộ Công an.
Năm 1994, Ông được bổ nhiệm Phó Vụ trưởng,Vụ Pháp chế, Bộ Công an.
Năm 1998, Ông được bổ nhiệm Vụ trưởng Vụ Pháp chế, Bộ Công an.
Năm 2002, Ông được phong Phó Giáo sư.
Từ năm 2003 - 2007, Ông là Bí thư Đảng ủy Vụ Pháp chế, Bộ Công an.
Từ năm 2001 - 2009 là Ủy viên thường vụ Trung ương Hội Luật gia Việt Nam.
Từ tháng 5/2007, Ông là đại biểu Quốc hội khóa XII. Tháng 7/2007, ông được Quốc hội bầu làm Phó Chủ nhiệm Ủy ban Quốc phòng và An ninh của Quốc hội khóa XII.
Năm 2011, Ông tiếp tục được bầu là đại biểu Quốc hội khóa XIII và giữ chức vụ Phó Chủ nhiệm Ủy ban Quốc phòng và An ninh của Quốc hội khóa XIII. Ông là Phó trưởng Ban biên tập Hiến pháp năm 2013 (sửa đổi).
Năm 2013, Ông được phong cấp hàm Trung tướng Công an nhân dân.
Tháng 4- 2016. Ông nghỉ hưu.
Ông là đại biểu Quốc hội Khóa XII (ứng cử tại Bà Rịa-Vũng Tàu) và Khóa XIII (ứng cử tại tỉnh Thừa Thiên Huế).

## Lịch sử thụ phong quân hàm
| Năm thụ phong | 1981                                         | 1984                                                | 1987                                      | 1991                                    | 1994                                                 | 1998                                      | 2001                                             | 2006                                            | 2013                                                 |
| ------------- | -------------------------------------------- | --------------------------------------------------- | ----------------------------------------- | --------------------------------------- | ---------------------------------------------------- | ----------------------------------------- | ------------------------------------------------ | ----------------------------------------------- | ---------------------------------------------------- |
| Quân hàm      | Tập tin:Vietnam People's Army Lieutenant.jpg | Tập tin:Vietnam People's Army Senior Lieutenant.jpg | Tập tin:Vietnam People's Army Captain.jpg | Tập tin:Vietnam People's Army Major.jpg | Tập tin:Vietnam People's Army Lieutenant Colonel.jpg | Tập tin:Vietnam People's Army Colonel.jpg | Tập tin:Vietnam People's Army Senior Colonel.jpg | Tập tin:Vietnam People's Army Major General.jpg | Tập tin:Vietnam People's Army Lieutenant General.jpg |
| Cấp bậc       | Trung úy                                     | Thượng úy                                           | Đại úy                                    | Thiếu tá                                | Trung tá                                             | Thượng tá                                 | Đại tá                                           | Thiếu tướng                                     | Trung tướng                                          |